# ベレッタRx4
Rx4 Stormは、イタリアのベレッタ社により開発された自動小銃である。

## 概要
作動方式は発射ガスを利用したガス圧利用方式であり、マガジンはM16と同系列のものが利用できる。レシーバー上部にはピカティニー・レールを装備し（オプションで追加可能）、各種アクセサリーの装着を容易にしている。また、人間工学に基づいた設計により、射手の体格に応じて調節可能な銃床や、利き手を問わず操作可能なマガジンリリースボタンなどを持つ。なお、使用弾薬は.223 レミントン弾であるが、6.8x43mm弾を使用するモデルも研究されている。

## 特徴
本銃の特徴として、同じベレッタ・グループであるベネリ社の開発したA.R.G.O.（Auto Regulating Gas Operated：ガス圧自動調節）システムの採用が挙げられる。ガスポートを薬室の前方、ハンドガード内に配置するこのシステムにより、従来よりも高熱・高圧で不純物の少ない発射ガスを次弾装填のために利用できるようになった。そして、ハンドガード内にガスポートを配置するという発想は、銃本体のコンパクト化・軽量化に繋がったとベレッタ社は述べている。2010年初期ごろ、ベレッタ社のグループ企業ベネリ社がRx4をベネリ MR1という名称で製造販売し始めた。

## バリエーション
本銃には2種類のバレルが用意されており、それぞれ12.5インチと16インチである。12.5インチバレルには着脱式のマズルブレーキが装備されており、また、ストック（この銃の場合レシーバーから後ろ）は固定式と伸縮式、ショットガンタイプの3種類が存在する。また、同社のPx4 ピストル、Cx4 カービンとともに「Stormファミリー」として販売されている。

## 登場作品

### ゲーム
『Alliance of Valiant Arms』
ゲーム内ショップにて「Rx4-Storm」の名称で登場。
『Just Cause』
「Lance FDL」の名称で登場する。照準器を装着しており、銃身が延長されている。
『ゴーストリコン アドバンスウォーファイター2』
プレイヤーの使用する銃器として登場。6.8×43mm SPC弾を使用し、セミ・フル2段階の発射モードを持つ。